# Markel Arana
Markel Arana Mateo (Lujua, 29 de noviembre de 2001) es un futbolista español que juega como lateral derecho en el CD Vitoria de la Tercera Federación.

## Trayectoria
Nacido en Lujua, se forma en el Danok Bat CF antes de llegar al fútbol base de la SD Eibar en 2020, debutando con el filial el 17 de septiembre de 2022 al partir como titular en una victoria por 0-3 frente al Aurrera de Vitoria en la Tercera Federación. Logra debutar con el primer equipo el siguiente 13 de noviembre al partir como titular en una victoria por 0-3 frente al Las Rozas CF en Copa del Rey.

## Clubes
Actualizado al último partido disputado el 13 de noviembre de 2022.
| Club       | País   | Año       | Partidos | Goles |
| ---------- | ------ | --------- | -------- | ----- |
| CD Vitoria | España | 2022-act. | 8        | 0     |
| SD Eibar   | España | 2022-act. | 1        | 0     |